# Szczyt NATO w Hadze 2025

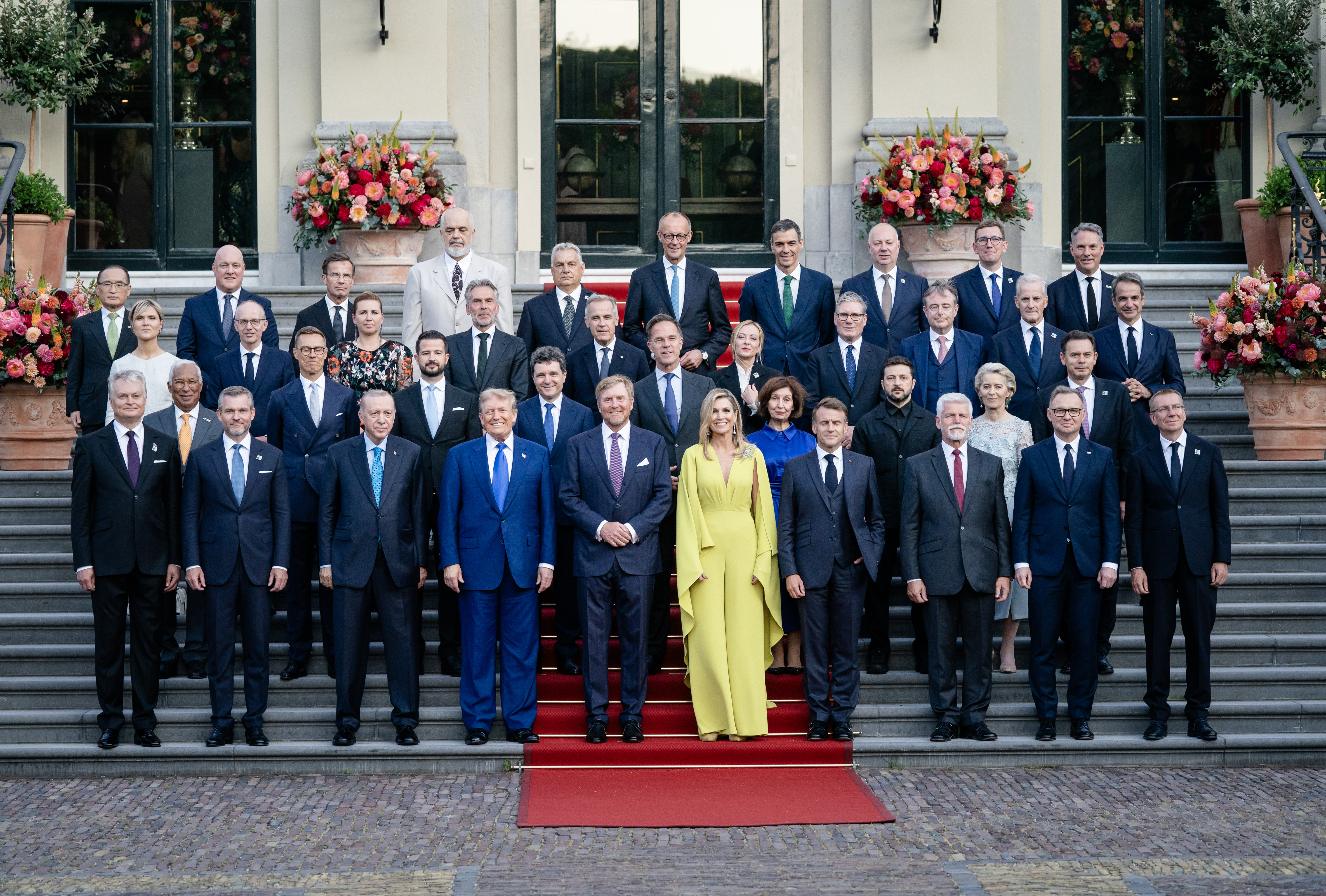
Fotografia grupowa uczestników szczytu w Hadze przed pałacem Huis ten Bosch

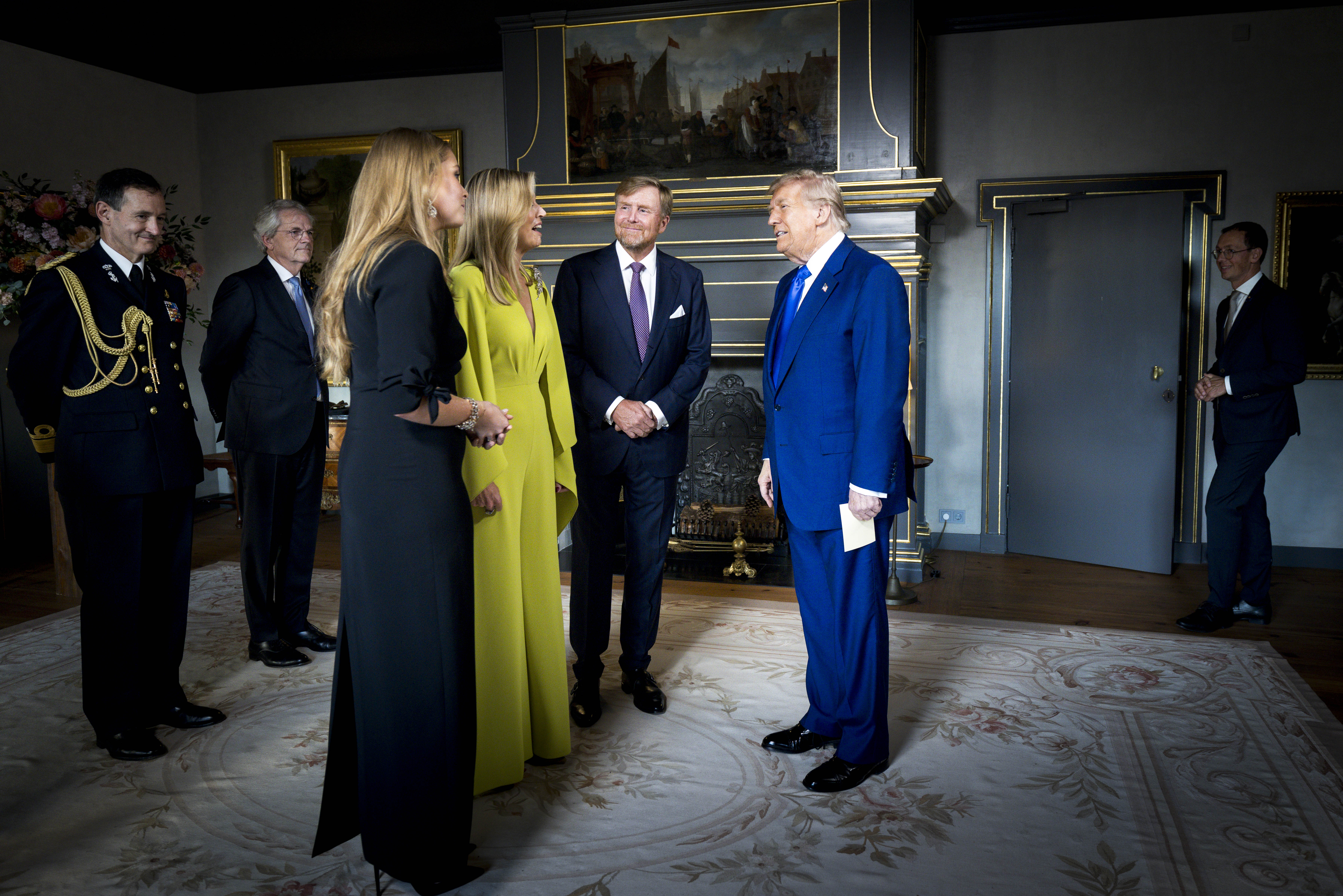
Prezydent Donald Trump przybywa na oficjalną kolację wydaną dla uczestników szczytu przez króla Holandii Wilhelma-Aleksandra i królową Maksymę

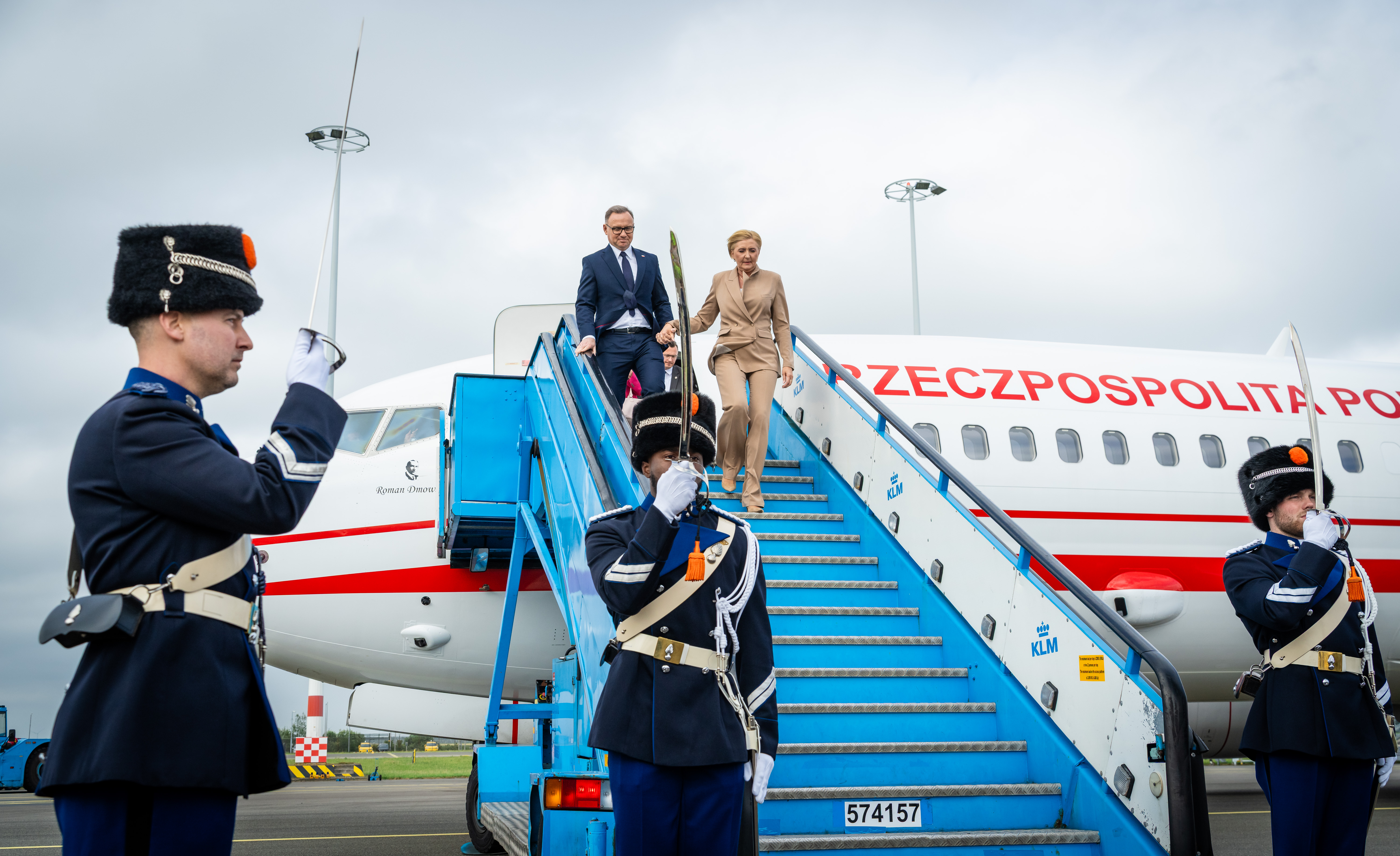
Prezydent RP Andrzej Duda z małżonką przybywają na szczyt NATO w Hadze

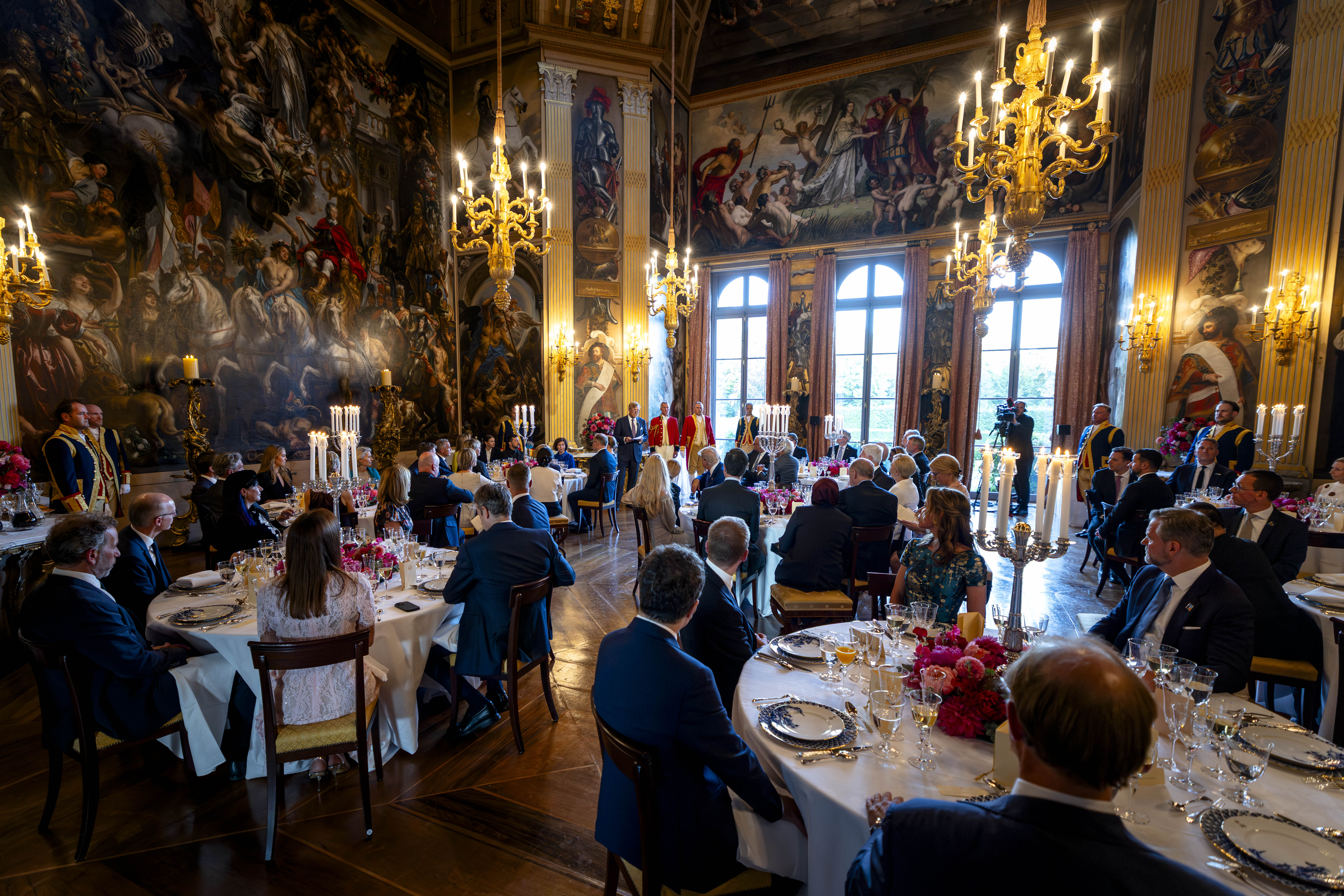
Kolacja w pałacu Huis ten Bosch dla uczestników szczytu NATO

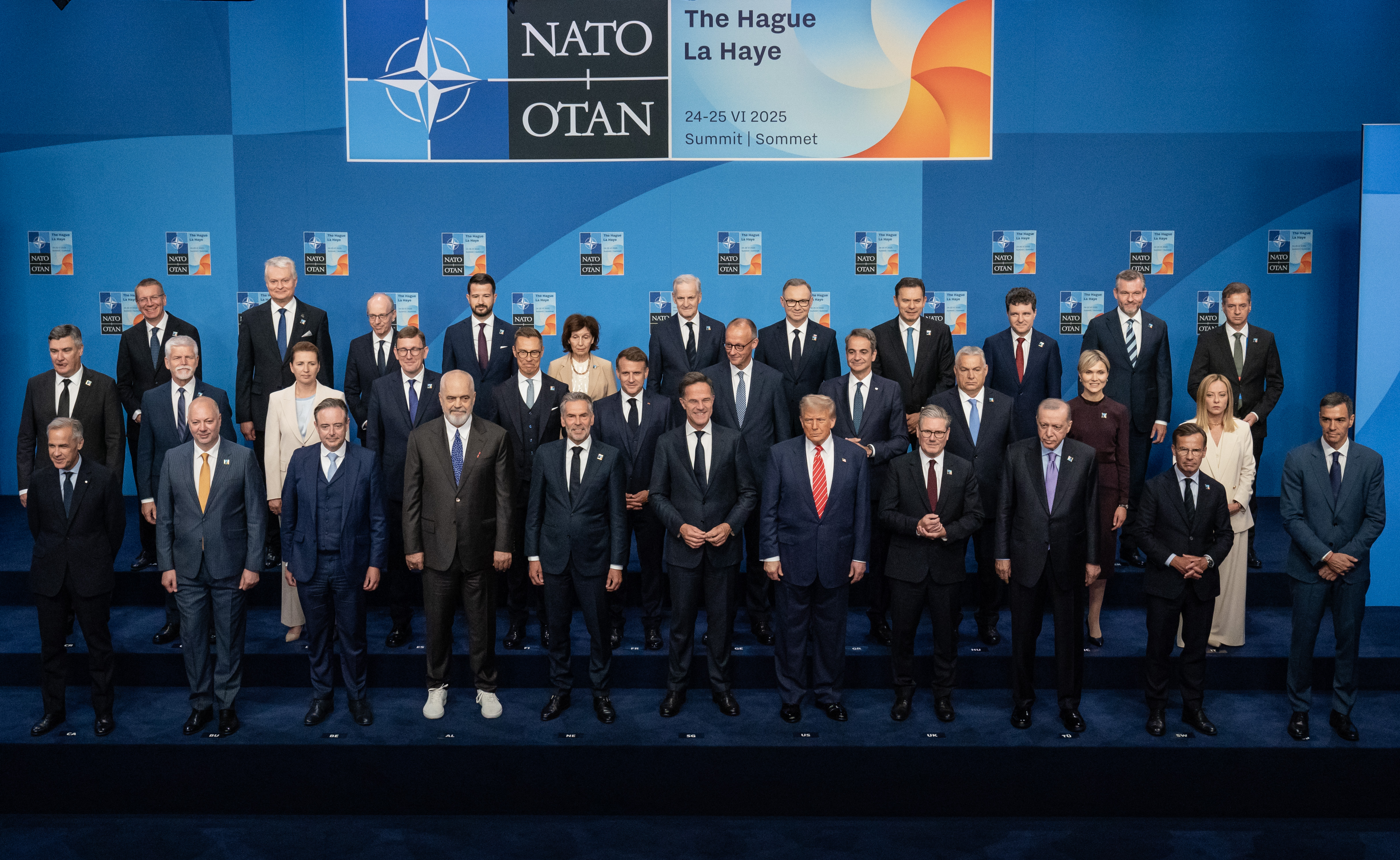
Fotografia grupowa przywódców krajów NATO

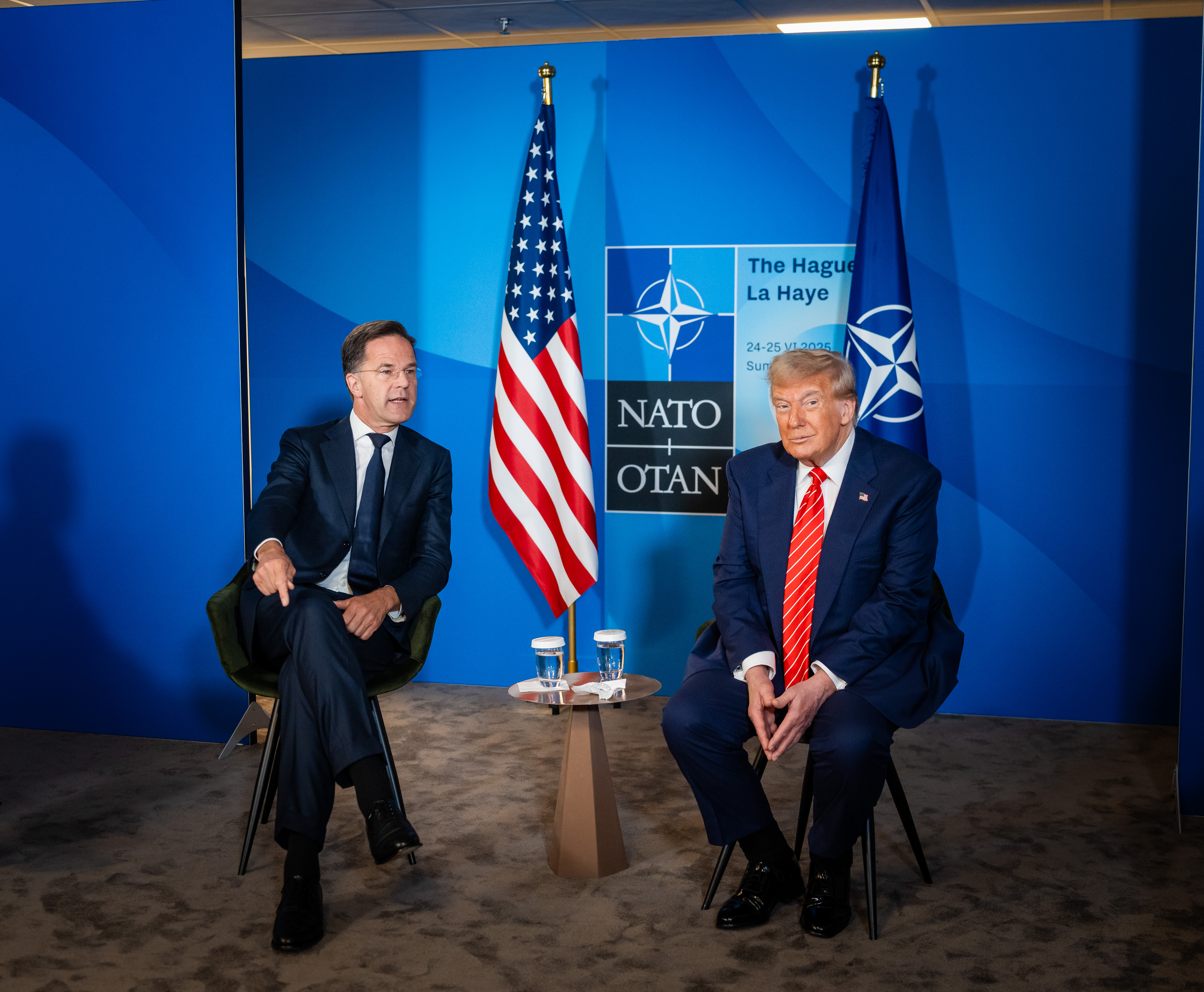
Prezydent Donald Trump i sekretarz generalny NATO Mark Rutte

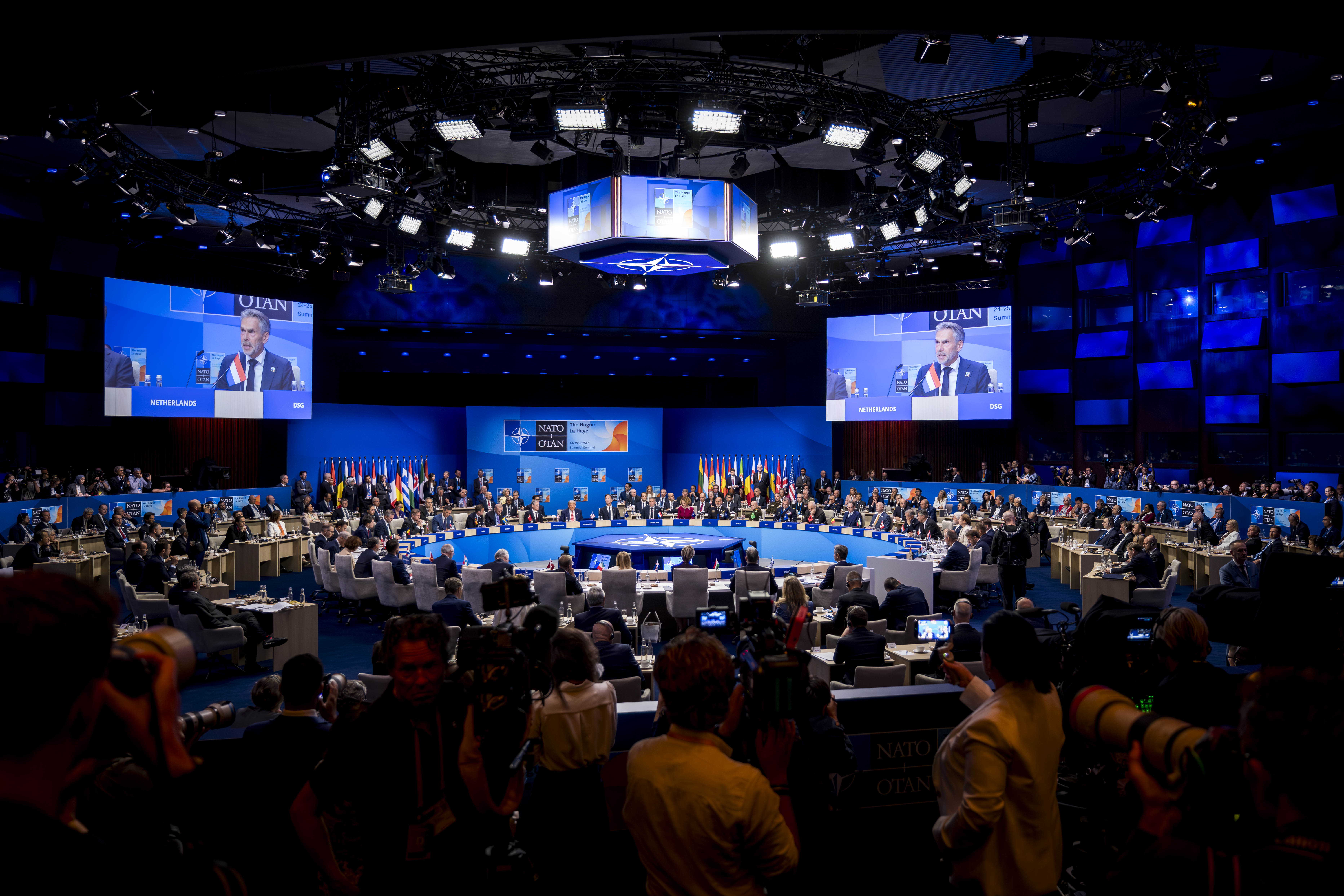
Sala posiedzeń szczytu NATO w Hadze

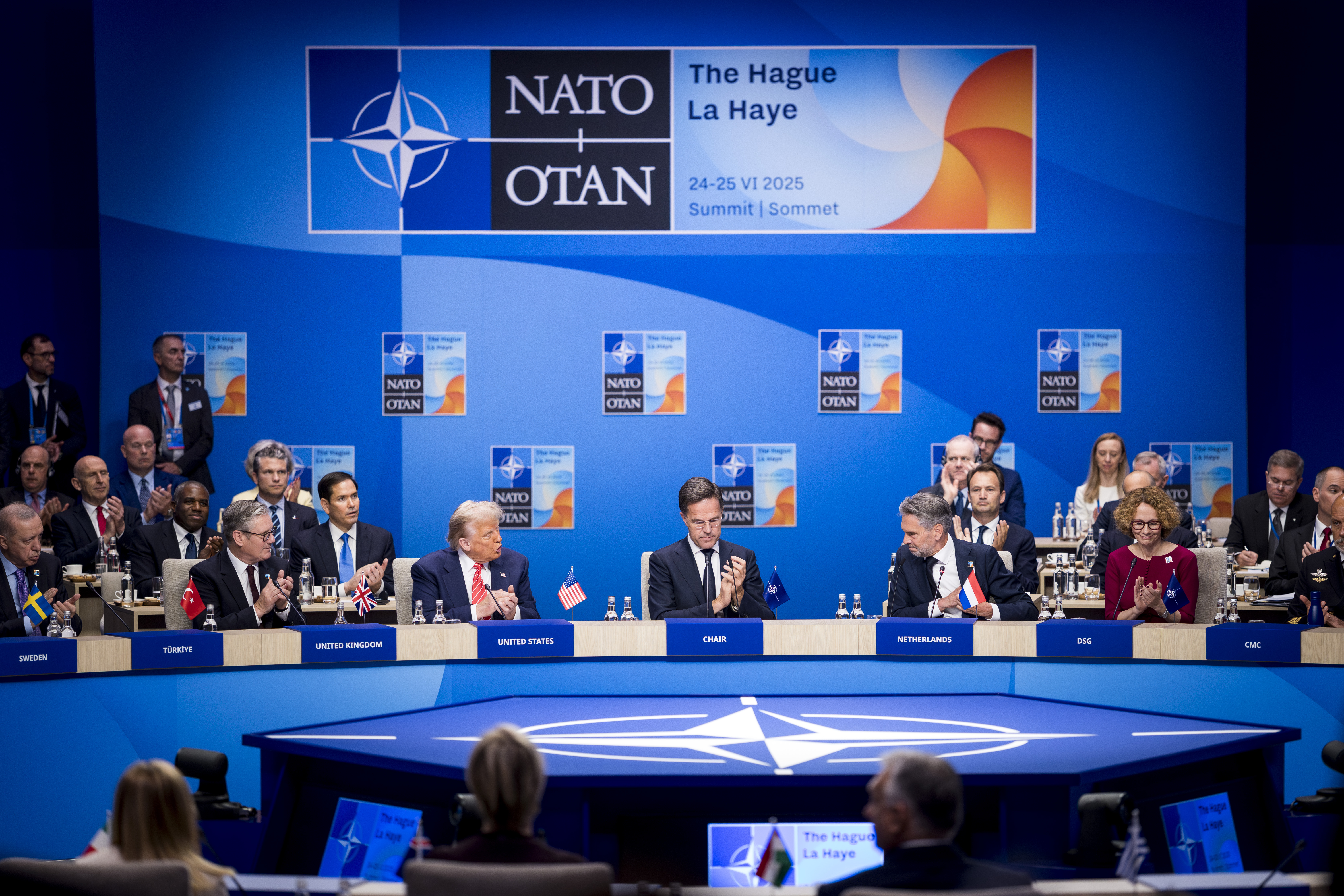
Sala posiedzeń - Mark Rutte, Donald Trump, Dick Schoof i Keir Starmer

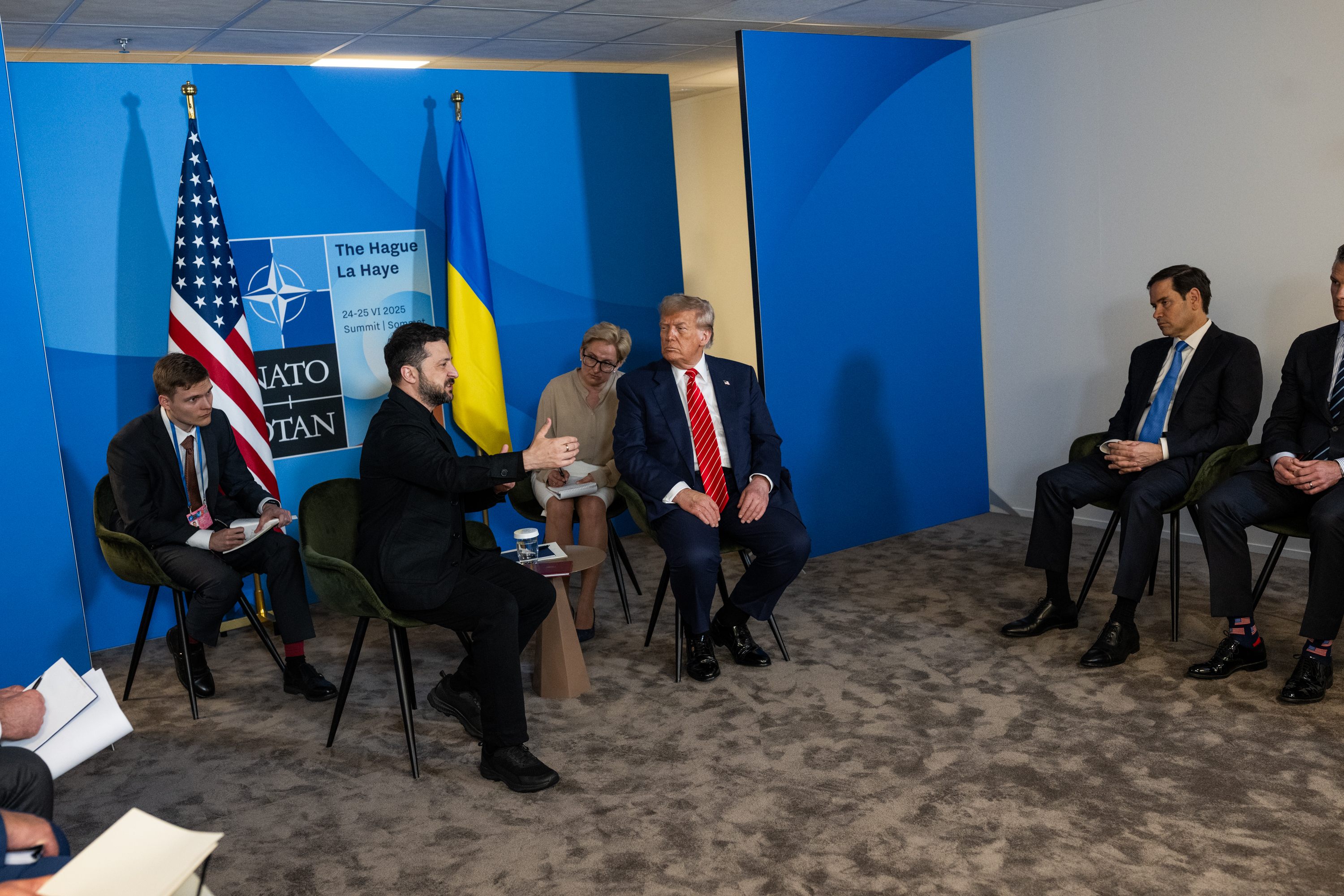
Donald Trump uczestniczy w spotkaniu bilateralnym z Wołodymyrem Zełenskim

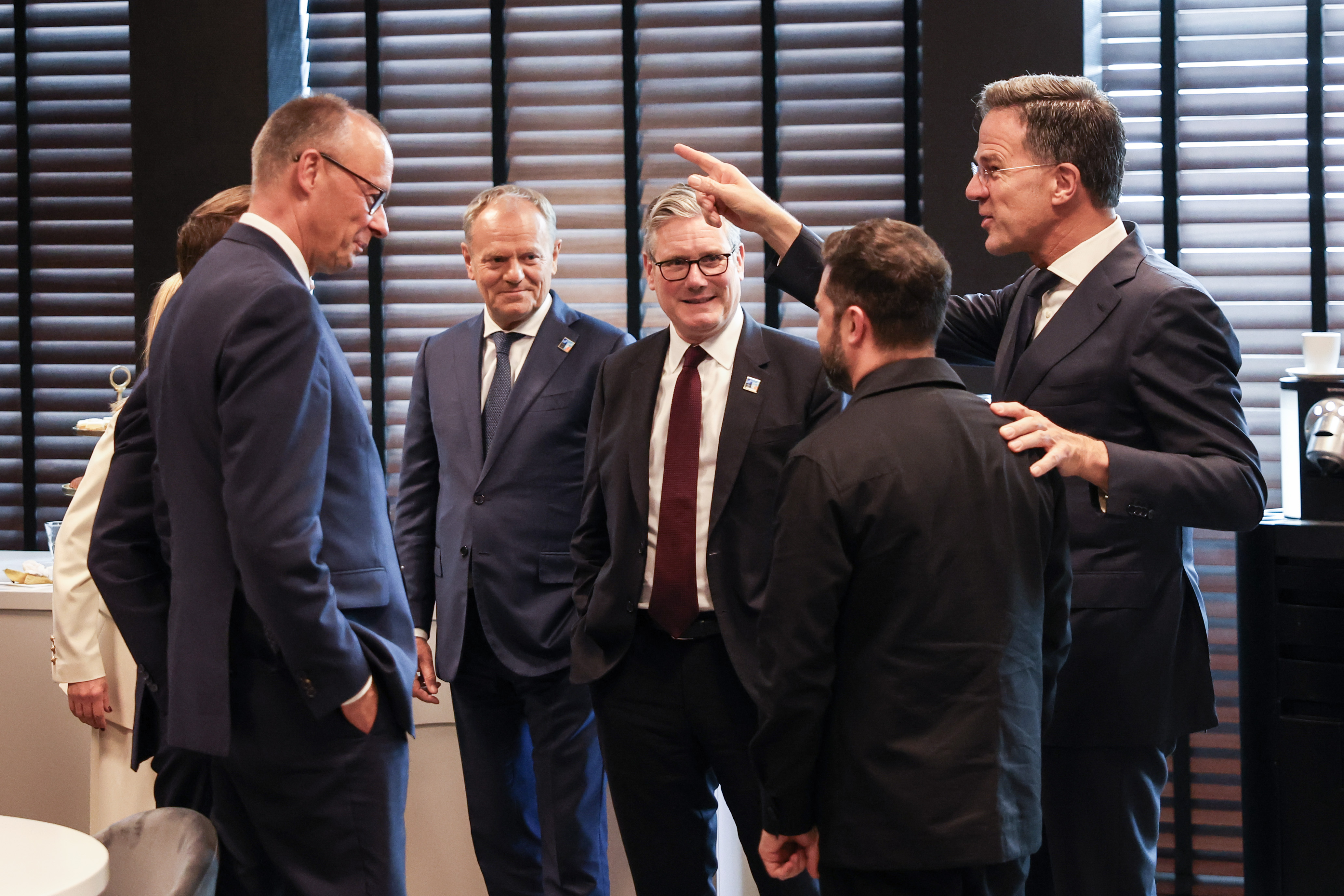
Friedrich Merz, Donald Tusk, Keir Starmer, Wołodymyr Zełenski i Mark Rutte

Szczyt NATO w Hadze – 38. szczyt NATO zorganizowany w Hadze w dniach 24–25 czerwca 2025.
Szczyt NATO w Hadze zatwierdził decyzję o zwiększeniu wydatków na obronność do 5% PKB do 2035. Zdaniem uczestników powinno  to ułatwić szybkie wzmocnienie potencjału europejskich państw Sojuszu, zapewnienie wiarygodnej zdolności do odstraszania i obrony oraz utrzymanie wsparcia dla Ukrainy.
Na czele delegacji polskiej stał prezydent Andrzej Duda, a towarzyszyli mu między innymi wicepremier Władysław Kosiniak-Kamysz i minister spraw zagranicznych Radosław Sikorski.

## Plany szczytu
24 czerwca 2025 roku w Światowym Forum w Hadze rozpoczął się 38. szczyt NATO. Przywódcy 32 państw zamierzali podjąć na nim strategiczne decyzje dotyczące bezpieczeństwa euroatlantyckiego i wzmocnienia wschodniej flanki NATO. Ponadto rozpatrywać mieli zagadnienia dotyczące zwiększenia zdolności obronnych i odstraszania Sojuszu, cyberbezpieczeństwa oraz zagrożeń hybrydowych i dezinformacji, współpracy NATO z kluczowymi partnerami na świecie.
Państwa członkowskie miały dyskutować także o zwiększeniu wydatków obronnych i wzmocnieniu współpracy z partnerami spoza Europy. Planowane były także rozmowy na temat przyszłego rozszerzenia Sojuszu, w tym o potencjalnym członkostwie Gruzji oraz Bośni i Hercegowiny. Problemy te poruszył w swojej wypowiedzi prezydent RP Andrzej Duda.

## Postanowienia szczytu

### Deklaracja haskiego szczytu NATO
W czasie trwania szczytu, 25 czerwca 2025, została wydana przez Szefów Państw i Rządów uczestniczących w spotkaniu Rady Północnoatlantyckiej Deklaracja Szczytu w Hadze.
W pierwszym punkcie Deklaracji potwierdzono zaangażowanie państw członkowskich na rzecz rzecz zbiorowej obrony i w myśl artykułu 5 Traktatu Waszyngtońskiego uznając, że atak na jednego jest atakiem na wszystkich.
W punkcie drugim zdefiniowano główne zagrożenia dla bezpieczeństwa euroatlantyckiego. Jest nim ekspansyjna polityka Rosji i stałe zagrożenie światowym terroryzmem. W tych warunkach, w celu realizacji podstawowych zadań sojuszu: odstraszania i obrony, zapobiegania kryzysom i zarządzania nimi oraz zapewnienia bezpieczeństwa kooperatywnego, Sojusznicy zobowiązali się do inwestowania 5% PKB rocznie na podstawowe potrzeby obronne, a także wydatki związane z obroną i bezpieczeństwem.
W punkcie trzecim Sojusznicy sprecyzowali, że zobowiązanie w wysokości 5% obejmuje dwie kategorie inwestycji obronnych. Co najmniej 3,5% PKB rocznie przeznaczone zostanie na podstawowe wymogi obronne i na osiągnięcie celów NATO w zakresie zdolności do 2035. Pozostałe 1,5% PKB rocznie będzie wydatkowane między innymi na ochronę infrastruktury krytycznej, sieci przesyłowych, gotowość obrony cywilnej i jej odporność oraz wzmocnienie przemysłu obronnego. Potwierdzono też zobowiązania do zapewnienia wsparcia Ukrainie i w tym celu, przy obliczaniu wydatków obronnych sojuszników, uwzględnione zostaną bezpośrednie wkłady w obronę tego państwa i jego przemysł zbrojeniowy. 
W punkcie czwartym określono zasady zaangażowania w szybką ekspansję transatlantyckiej współpracy przemysłowej w zakresie obronności i wykorzystanie nowej technologii oraz ducha innowacji w celu promowania zbiorowego bezpieczeństwa. Zobowiązano się pracować nad wyeliminowaniem barier między sojusznikami w handlu środkami walki i wykorzystaniem partnerstwa w celu promowania współpracy przemysłowej w zakresie obronności.
W ostatnim punkcie szefowie państw i rządów wyrazili wdzięczność za gościnność okazaną przez Królestwo Niderlandów i określili miejsca i daty kolejnych szczytów: 2026 w Turcji i 2027 w Albanii.
Zgoda na zwiększenie wydatków to pokłosie oceny realnych zagrożeń dla Europy oraz uznania, że uwaga Stanów Zjednoczone koncentrować się będzie przede wszystkim na sytuacji w rejonie Indo-Pacyfiku i ewentualnym konflikcie z Chinami. Tego typu podejście umożliwi w ciągu kilku lat znaczące wzmocnienie potencjału wojskowego, zmniejszenie uzależnienia od USA oraz zapewnienie wiarygodnego odstraszania i zdolności do obrony. 
W tej wyjątkowo krótkiej deklaracji zabrakło jednak wyraźniejszego odniesienia politycznego do bieżących wyzwań i zagrożeń oraz zapowiedzi zdecydowanych działań w tym zakresie. Nie wspomniano o eskortowaniu przez rosyjską marynarkę wojenną tankowców tzw. floty cienia na Bałtyku, reagowaniu na eskalację prowadzonych przez Rosję tzw. działań hybrydowych, a także o potrzebach związanych ze wzmacnianiem odstraszania w państwach frontowych, w szczególności na Litwie, Łotwie i w Estonii. Nie wysłało też nowego sygnału w sprawie wzmocnienia polityki odstraszania nuklearnego. Co prawda w trakcie szczytu Wielka Brytania ogłosiła plan pozyskania co najmniej 12 samolotów F-35A zdolnych do przenoszenia taktycznej broni jądrowej i powrotu do rozmieszczenia amerykańskich bomb grawitacyjnych B61-12 na jej terytorium, ale decyzje te nie wzbudziły większych dyskusji w Sojuszu.

### Ustalenia w sprawie Indo-Pacyfiku
Wydano też  „Oświadczenie Sekretarza Generalnego NATO i czterech partnerów z regionu Indo-Pacyfiku”.
Potwierdzono w nim olbrzymie znaczenie relacji NATO i partnerów Indo-Pacyfiku w nieprzewidywalnym środowisku bezpieczeństwa. Zobowiązano się do kontynuowania dialogu i współpracy, w oparciu o wspólne interesy strategiczne i wspólne wartości oraz o uznanie, że bezpieczeństwo euroatlantyckie i indo-pacyficzne są ze sobą powiązane.
W sytuacji coraz bardziej nieprzewidywalnego i groźnego środowiska bezpieczeństwa globalnego, państwa NATO rozwijają większy potencjał obronny i wprowadzają więcej innowacji w dziedzinie obronności. Aby chronić swoich obywateli, wspierać bezpieczny, stabilny i dostatni świat, decydują się do wzmocnienia współpracy przemysłowej w zakresie obrony, opierając się na mocnych stronach państw i wzajemnie korzystnych interesach.

 By to osiągnąć uznano, że należy kontynuować dialog w kluczowych kwestiach, utrzymywać bezpieczeństwo łańcuchów dostaw, rozwoju produkcji i procesów zamówień. Zwrócono uwagę na konieczność współpracy w różnych projektach, w tym w domenie kosmicznej i morskiej oraz w obszarze produkcji amunicji, a także w zakresie przełomowych technologii i innowacji za pośrednictwem odpowiednich podmiotów, w tym start-upów o podwójnym zastosowaniu. Podkreślono znaczenie zwiększania interoperacyjności, w tym dążenie do wypracowania tych samych standardów, szczególnie w przemyśle obronnym.
Wbrew pierwotnym planom, do Hagi nie przyjechali premierzy Australii Anthony Albanese i Japonii Shigeru Ishiba oraz prezydent Korei Płd. Lee Jae Myung. Osłabiło to polityczne znaczenie formatu NATO–IP4 i zmniejszyło polityczną wagę przekazu o rosnącej współzależności obszarów euroatlantyckiego i indopacyficznego w wymiarze bezpieczeństwa. Kontynuowanie dialogu NATO–IP4 jest możliwe na szczeblu ministrów spraw zagranicznych i obrony lub poprzez dwustronne formaty współpracy państw azjatyckich z Sojuszem w ramach Individually Tailored Partnership Program.

### Pomoc dla walczącej Ukrainy
Na szczycie NATO w Hadze omawiane też były sprawy pomocy dla Ukrainy.
Jeszcze przed oficjalnym rozpoczęciem szczytu, Sekretarz Generalny NATO Mark Rutte, Przewodnicząca Komisji Ursula von der Leyen i Przewodniczący Rady Europejskiej António Costa spotkali się z prezydentem Ukrainy Wołodymyrem Zełenskim. Poinformowano na nim, że europejscy i kanadyjscy partnerzy znacząco zwiększają wsparcie dla Ukrainy i już ponad 35 miliardów euro na ten cel jest zadeklarowanych na ten rok. Zakłada się, że łączna kwota na 2025 przekroczy sumę 50 mld euro. Zadeklarowano też, że wsparcie dla Ukrainy w przyszłości będzie ściśle powiązane z wydatkami obronnymi państw NATO i będzie istniała ścisła koordynacja w tym zakresie między UE a NATO.
W drugim dniu szczytu Mark Rutte oraz przywódcy państw E5 po raz kolejny spotkali się z Wołodymyrem Zełenskim. Sekretarz Generalny NATO wskazał na postanowienia zawarte w deklaracji Szczytu, a dotyczące pomocy Ukrainie. Jest to ponad 70 projektów, które mają na celu zbudowanie przyszłych sił i sektora bezpieczeństwa Ukrainy. Ocenił, że będą one obowiązywać przez następne pięć do dziesięciu lat i to zarówno w czasie trwania pełnoskalowej wojny, ale także i w okresie przyszłego rozejmu czy też pokoju. Zadeklarował szeroką pomoc wojskową poprzez dostarczenie systemów obrony powietrznej, czołgów, bojowych wozów piechoty, systemów artyleryjskich, dronów, systemów morskich i amunicji. Wspomniał o dowództwie w Wiesbaden, które koordynuje większość działań pomocowych, o rozmieszczonym w Polsce Centrum Analiz, Szkolenia i Edukacji NATO-Ukraina i biurze NATO w Kijowie. Swoją wypowiedź zakończył słowami, że wszystko to przybliża Ukrainę do NATO i nikt nie zasługuje na pokój bardziej niż Ukraina.
Podejście USA do wojny na Ukrainie i napięte relacje między Donaldem Trumpem a Wołodymyrem Zełenskim były istotnym problemem dla organizatorów szczytu. Administracja amerykańska wysyłała sygnały, że sprzeciwia się obecności Zełenskiego na szczycie. Prezydent Ukrainy został jednak zaproszony i wziął udział w kolacji wydanej przez króla Holandii oraz uczestniczył w spotkaniu w formacie E5. Udało się też doprowadzić do krótkiego spotkania Trumpa z Zełenskim. Nie zorganizowano jednak spotkania na szczeblu przywódców w formacie Rady NATO–Ukraina. Co prawda w deklaracji końcowej Szczytu znalazło się zapewnienie o wsparciu dla Ukrainy, ale nie było już odwołania do jej aspiracji członkowskich.
Kijów może być jednak zadowolony z przebiegu szczytu. Punkt trzeci deklaracji, potwierdzający dalsze wspieranie Ukrainy, a także utrzymanie możliwości wliczania pomocy militarnej dla ukraińskich sił zbrojnych do wydatków wojskowych, będzie motywował europejskich sojuszników do jej zwiększania i dyskontowania w czasie natowskich „okresów rozliczeniowych” na ścieżce wyznaczonej do 2035.

## Udział przedstawicieli Polski w  szczycie
Na czele delegacji polskiej stał prezydent Andrzej Duda, a towarzyszyli mu między innymi wicepremier Władysław Kosiniak-Kamysz i minister spraw zagranicznych Radosław Sikorski.
Szczyt rozpoczął się od uroczystej kolacji wydanej przez Króla Niderlandów Wilhelma-Aleksandra i Królową Maksymę. W spotkaniu wziął udział między innymi prezydent Andrzej Duda, a także przedstawiciele państw partnerskich: Australii, Japonii, Korei Południowej, Nowej Zelandii i Ukrainy. Równolegle odbyła się kolacja robocza Rady Północnoatlantyckiej w formacie ministrów obrony oraz kolacja robocza Rady NATO-Ukraina w formacie ministrów spraw zagranicznych, z udziałem Wysokiej przedstawicielki UE ds. zagranicznych i polityki bezpieczeństwa Kai Kallas. 
25 czerwca odbyło się posiedzenie Rady Północnoatlantyckiej, w którym udział wzięli szefowie państw i rządów. Przyjęto na niej Deklarację ustanawiającą nowy Plan Inwestycji Obronnych. 
Polscy przedstawiciele udzielili wypowiedzi dla polskich i zagranicznych mediów. Andrzej Duda, odpowiadając na pytania dziennikarzy, odniósł się do organizowanych na Białorusi  ćwiczeń wojskowych „Zapad–2025”. Zapowiedział w tym samym czasie organizację ćwiczeń na wschodniej flance NATO, w Polsce. Poinformował, że rozesłano zaproszenia do wszystkich członków Sojuszu Północnoatlantyckiego i że zainteresowanie uczestnictwem jest bardzo duże. Dodał, że oczywiste jest, że będą Amerykanie, bo oni stacjonują w Polsce.
Polscy politycy odbyli również rozmowy dwustronne. Prezydent Andrzej Duda spotkał się z prezydentem Stanów Zjednoczonych Donaldem Trumpem, a wicepremier Władysław Kosiniak-Kamysz wziął udział w spotkaniach bilateralnych ze swoimi odpowiednikami z Australii, Estonii, Kanady i Norwegii. Minister Radosław Sikorski spotkał się z minister spraw zagranicznych Kanady. Wziął także udział w konferencji NATO Public Forum i wystąpił w panelu poświęconym wydatkom na obronność. Debaty dotyczące przemysłu zbrojeniowego toczyły się w ramach Defence Industry Forum, w którym udział wzięli przedstawiciele Ministerstwa Obrony Narodowej oraz sektora prywatnego.
Po zakończeniu programu szczytu odbyło się spotkanie tzw. grupy przyjaciół Ukrainy (Polska, Francja, Niemcy, Wielka Brytania i Włochy), z udziałem prezydenta Zełenskiego. Polskę reprezentował premier Donald Tusk. Analogiczne spotkanie odbyło się również w formacie ministrów obrony narodowej z udziałem ministra Kosiniaka-Kamysza.

## Uczestnicy szczytu
- Albania – premier Edi Rama
- Belgia – premier Bart De Wever
- Bułgaria – premier Rosen Żelazkow
- Chorwacja – prezydent Zoran Milanović
- Czarnogóra – premier Milojko Spajić
- Czechy – prezydent Petr Pavel
- Dania – premier Mette Frederiksen
- Estonia – premier Kristen Michal
- Finlandia – prezydent Alexander Stubb
- Francja – prezydent Emmanuel Macron
- Grecja – premier Kyriakos Mitsotakis
- Hiszpania – premier Pedro Sánchez
- Holandia – premier Dick Schoof
- Islandia – premier Kristrún Frostadóttir
- Kanada – premier Mark Carney
- Litwa – prezydent Gitanas Nausėda
- Luksemburg – premier Luc Frieden
- Łotwa – prezydent Edgars Rinkēvičs
- Macedonia Północna – prezydent Gordana Siłjanowska-Dawkowa
- Niemcy – kanclerz Friedrich Merz
- Norwegia – premier Jonas Gahr Støre
- Polska – prezydent Andrzej Duda
- Portugalia – premier Luís Montenegro
- Rumunia – prezydent Nicușor Dan
- Słowacja – prezydent Peter Pellegrini
- Słowenia – premier Robert Golob
- Szwecja – premier Ulf Kristersson
- Turcja – prezydent Recep Tayyip Erdoğan
- Stany Zjednoczone – prezydent Donald Trump
- Węgry – premier Viktor Orbán
- Włochy – premier Giorgia Meloni
- Wielka Brytania – premier Keir Starmer

Inni uczestnicy szczytu
- NATO – sekretarz generalny NATO Mark Rutte
- Unia Europejska – przewodnicząca Komisji Europejskiej Ursula von der Leyen
- Unia Europejska – przewodniczący Rady Europejskiej António Costa
- Australia – wicepremier Richard Marles
- Japonia – minister spraw zagranicznych Takeshi Iwaya(inne języki)
- Korea Południowa – doradca ds. bezpieczeństwa narodowego Wi Sung Lac(inne języki)
- Nowa Zelandia – premier Christopher Luxon
- Ukraina – prezydent Wołodymyr Zełenski